# Lessertia tomentosa
Lessertia tomentosa är en ärtväxtart som beskrevs av Dc. Lessertia tomentosa ingår i släktet Lessertia och familjen ärtväxter. Inga underarter finns listade i Catalogue of Life.